# Konstantin Pokrovsky
Konstantin Pokrovsky (en russe : Константи́н Доримедо́нтович Покро́вский, Konstantine Dorimedontovitch Pokrovski), né le 23 mai 1868 à Nijni Novgorod et mort le 5 novembre 1944 à Kiev, est un astronome et professeur russe puis soviétique, membre correspondant à l'Académie des sciences d'URSS. Il est premier recteur de l'université d'État de Perm (1916-1918).

## Biographie
En 1891, il est diplômé de la faculté de physique et de mathématiques de l'université de Moscou, nommé au poste d'assistant super-état à l'Observatoire astronomique de l'université de Moscou.
À partir 1896, il est astronome-observateur à l'Observatoire astronomique de l'université de Iouriev. En 1902, il obtient une maîtrise en astronomie. En 1907, il est nommé professeur extraordinaire de l'université de Iouriev.
Élu professeur (1907), il est nommé directeur de l'Observatoire astronomique en 1908.
En 1915, il soutient une thèse de doctorat à l'université de Moscou, il reçoit un doctorat en astronomie.
De 1916 à 1918, K. D. Pokrovsky est recteur de l'université de Perm. En 1916, dans le cadre de l'occupation de Koltchak, il s'installe à Tomsk, puis à Omsk, Irkoutsk. En 1920, K. D. Pokrovsky est élu astronome principal, puis directeur du principal Observatoire astronomique russe à Poulkovo, puis il revient à plusieurs reprises à Perm à des fins scientifiques.
À partir 1927, il est membre correspondant de l'Académie des sciences de l'URSS.
De 1930 à 1932, il est directeur adjoint de l'observatoire de Poulkovo.
En septembre 1934, il est directeur de l'Observatoire astronomique, ainsi que chef du département d'astronomie, doyen de la faculté de physique et de mathématiques de l'université d'État d'Odessa.
K. D. Pokrovsky ne pouvait pas être évacué au début de la grande guerre patriotique en raison de l'âge et de la maladie de sa femme. Le 13 mai 1944, il est arrêté et accusé de trahison envers la patrie, de collaborationnisme. Il meurt à Kiev dans un hôpital pénitentiaire le 5 novembre 1944. Pokrovsky est réhabilité en 1993.

## Études scientifiques
K. D. Pokrovsky a développé des méthodes de mécanique céleste pour déterminer les orbites des formations de nuages dans les queues des comètes. L'étude d'un certain nombre de comètes et de planètes, la connexion des comètes avec les pluies de météores, l'explication physique du mouvement de la matière dans les queues des comètes a été consacrée à pas moins de 100 de ses publications dans des revues nationales et étrangères.
Son livre Guide du ciel, publié pour la première fois à Moscou en 1894, a quatre éditions et a reçu le prix du nom des empereurs Pierre le Grand et Nicolas II, et le livre "Star Atlas", publié à Saint-Pétersbourg, lui a valu la renommée mondiale. Il est l'auteur de manuels de cosmographie pour l'enseignement secondaire et d'un manuel d'astronomie pratique pour l'enseignement supérieur.